# São Paio de Oleiros
São Paio de Oleiros es una freguesia portuguesa del concelho de Santa Maria da Feira, con 4,22 km² de superficie y 4.003 habitantes (2001). Su densidad de población es de 948,6 hab/km².